# Alfredo Viviani
Alfredo Viviani (Venosa, 22 giugno 1889 – Potenza, 7 dicembre 1937) è stato un calciatore, dirigente sportivo e scrittore italiano, uno dei pionieri e benemeriti del calcio lucano.

## Biografia
Alfredo Viviani era un impiegato statale con la passione per lo sport. Nel 1910, dopo il servizio militare, partecipò al Concorso Nazionale per Ufficiale Postale e si classificò al secondo posto; iniziò quindi a lavorare come impiegato postale a Milano, ma vi rimase solo un anno grazie a suo padre, che si adoperò per farlo trasferire a Potenza. Proprio nel capoluogo lucano Viviani fondò, l'anno successivo al suo trasferimento, assieme ad Egeo Carcavallo il ‘Don Chisciottino', un quindicinale satirico ove entrambi scrivevano articoli di natura politica e anche sonetti in dialetto potentino; Viviani si firmava con lo pseudonimo di "Tantolino" mentre Carcavallo di "Beccafico". Il giornale ebbe breve attività e si è a conoscenza solo di alcuni numeri, a partire dal 2 luglio 1911. 
In seguitò fu corrispondente dei quotidiani La Gazzetta dello Sport, Il Mattino e La Basilicata, quest'ultimo diretto da Giovanni Chiummiento. Nel 1915 fu trasferito a Cosenza e solo dopo la morte della madre, avvenuta il 16 ottobre del 1918, Alfredo Viviani si ritrasferì definitivamente a Potenza. 
Nel 1920 insieme a Domenico Bavusi ed Alfredo Buoncristiano fondò la società polisportiva denominata Sport Club Lucano, antesignana dell'attuale del Potenza Calcio, principale squadra di calcio della città di Potenza. Di tale sodalizio sportivo egli fu per tanti anni il direttore tecnico, uno dei principali soci e ne fu anche il presidente dal 1925 fino al 1933 e poi nuovamente dal 1936 al 1937, anno in cui, ammalandosi di poliomielite, fu costretto a letto fino alla morte che avvenne il 7 dicembre.
Ad Alfredo Viviani sono stati dedicati lo Stadio di Potenza, una via limitrofa allo stesso impianto sportivo nel rione Francioso ed una via a Venosa, sua città natale.